# 劉克明 (1884年)
劉克明（1884年1月3日—1967年），字篁村，別名香蓴，臺灣新竹人，為日治時期的一名臺籍教師、臺語及客家語之教材作家、翻譯。

## 生平
幼時隨父親劉廷璧受鄭如蘭之邀而寄宿於北郭園，從師當地文士張鏡濤、曾逢辰等人。1897年10月，進入新竹國語傳習所學習日語。1900年進入臺北師範學校就讀，兩年後併入總督府國語學校師範部。1903年以第一名畢業。曾任總督府國語學校第一附屬學校囑託、總督府國語學校助教授、臺北師範學校教諭、臺北第一師範學校兼第二師範學校教諭、臺北第一師範學校囑託、臺北第三高女囑託、總督府評議員翻譯官、文教局編修課教材書調查委員等職。
除擔任教職外，亦曾於1912年創立本島人國語學校同窗會並出任其總幹事。他亦長期擔任《臺灣教育》以及《專賣通信》等刊物之漢文編輯。此外，漢語及日語能力皆佳的他，也曾編修出版多種臺灣語言之教材，如《臺語大成》、《廣東語集成》、《教科摘要臺灣語速修》、《實業教科臺灣語及書翰文》等；而這些教材亦長期被總督府編定為「教諭試驗檢定受驗者參考書」。由於他對日本在臺教育工作之貢獻極大，遂於1921年獲臺灣教育會表彰；1925年又獲得總督府頒授勳章。
除語文教材等相關著作外，尚有《臺灣今古談》、《中和庄誌》（1932）等書傳世。他也是北臺文壇的重要成員之一，曾參與詠霓吟社、瀛東小社等，亦曾任瀛社1918年至1926年之總幹事，留有《寄園詩葉》（2009）一詩集。戰後，曾任臺北市立大同中學校長。

## 軼事
其對聯「憶當年紅羊浩劫，我佛泰然自在，看此日祗樹重興，眾心何等虔誠。」由書法家王壯為刻寫於艋舺龍山寺正殿左後及右後兩側廊柱柱聯。

## 著作
- 《國語對譯臺語大成 （页面存档备份，存于）》（1916年，「國語」係指日語）
- 《廣東語集成》（1919年）
- 《教科摘要臺灣語速修 （页面存档备份，存于）》（1925年）
- 《實業教科臺灣語及書翰文 （页面存档备份，存于）》（1926年）
- 《臺灣今古談》（1930年）
- 《中和誌》（1932年）
- 《寄園詩葉》（2009年，詩集）

## 外部連結
- 從日治時期台籍教師劉克明看台日同化 - 作家生活誌 （页面存档备份，存于）